# Zoë Wicomb
Zoë Wicomb (Vanrhynsdorp, Namaqualand, 23 de noviembre de 1948) es una escritora y académica sudafricana que vive en el Reino Unido desde la década de los 70. En 2013 fue galardonada con el premio de literatura Windham-Campbell por su obra de ficción.  

## Biografía
Zoë Wicomb nació cerca de Vanrhynsdorp, Cabo Occidental, en Sudáfrica. Creció en un pequeño pueblo de Namaqualand, fue a Ciudad del Cabo a cursar el bachillerato y asistió a la Universidad del Cabo Occidental (creada en 1960 como universidad para "coloureds").
Después de graduarse, dejó Sudáfrica en 1970 para ir a Inglaterra, donde continuó sus estudios en la Universidad de Reading. Vivió en Nottingham y Glasgow y regresó a Sudáfrica en 1990, donde enseñó durante tres años en el departamento de inglés de la Universidad del Cabo Occidental.
En 1994 se trasladó a Glasgow, Escocia, donde fue profesora de escritura creativa en la Universidad de Strathclyde hasta su jubilación en 2009.
Fue profesora extraordinaria en la Universidad de Stellenbosch de 2005 a 2011. También es profesora emérita de la Universidad de Strathclyde.

## Carrera profesional
Wicomb llamó la atención en Sudáfrica e internacionalmente con su primer libro, una colección de relatos cortos interrelacionados, You Can't Get Lost in Cape Town (1987), ambientado en la época del apartheid. El personaje central es una joven criada en inglés en una comunidad "de color" de habla afrikáans en Little Namaqualand, que asiste a la Universidad del Cabo Occidental, se marcha a Inglaterra y es autora de una colección de relatos. Esta obra ha sido comparada con El enigma de la llegada, de V. S. Naipaul.
Su segunda obra de ficción, la novela David's Story (2000), está ambientada en parte en 1991, hacia el final de la era del apartheid, y explora el papel de los negros y las mujeres en el ala militar del CNA, así como los retos de la adaptación a las realidades de la "Nueva Sudáfrica". Al presentar la novela como la obra de un amanuense que crea una narración a partir de las declaraciones dispersas del personaje central, David Dirkse, Wicomb plantea cuestiones sobre la escritura de la historia en un periodo de inestabilidad política, y al relatar las historias del pueblo griqua del que Dirkse es, en parte (como Wicomb), descendiente, expone los peligros de la exclusividad étnica. La novela ha sido estudiada como una obra clave que aborda el periodo de transición en Sudáfrica, junto con Disgrace, de J. M. Coetzee y Bitter Fruit, de Achmat Dangor.
Playing in the Light, su segunda novela, publicada en 2006, está ambientada en la Ciudad del Cabo de mediados de los años 90 y cuenta la historia de Marion Campbell, hija de una pareja de color que consiguió pasar por blanca, que llega a conocer su dolorosa historia y a replantearse su propio lugar en el mundo de la Sudáfrica posterior al apartheid.
La segunda colección de relatos de Wicomb, The One That Got Away (2008), está ambientada principalmente en Ciudad del Cabo y Glasgow y explora una serie de relaciones humanas: el matrimonio, las amistades, los vínculos familiares y las relaciones con los sirvientes. Muchas de las historias -que a menudo están relacionadas entre sí- tratan de sudafricanos en Escocia o de escoceses en Sudáfrica.
Su tercera novela, Octubre, se publicó en 2015; su personaje central, Mercia Murray, regresa de Glasgow a Namaqualand para visitar a su hermano y a la familia de éste y enfrentarse a la cuestión de lo que significa "el hogar". La novela evoca explícitamente su conexión con Home, de Marilynne Robinson, el título que Wicomb también quería para su obra.
Wicomb prefiere las editoriales sin ánimo de lucro para su ficción, como The Feminist Press y The New Press. Sus relatos se han publicado en numerosas colecciones, como Colours of a New Day: Writing for South Africa (editada por Sarah LeFanu y Stephen Hayward; Lawrence & Wishart, 1990) y Daughters of Africa (editada por Margaret Busby; Jonathan Cape, 1992).
Su última novela, Still Life, fue publicada en 2020 por The New Press y fue seleccionada por el New York Times como una de las diez mejores novelas históricas de 2020. La novela ha sido calificada de asombrosamente original. Aunque aparentemente trata de Thomas Pringle, el llamado padre de la poesía sudafricana, la historia se cuenta a través del prisma de personajes del pasado: la esclava antillana Mary Pringle, cuyas memorias fueron publicadas por Pringle; Hinza Marossi, el hijo khoesano adoptado por Pringle; y Sir Nicholas Greene, un personaje que viaja en el tiempo desde las páginas de un libro. La novela presenta lo paranormal, pero no es ni thriller ni misterio; los personajes pueden moverse en nuestro mundo moderno, pero su principal objetivo es interrogar al pasado.
Wicomb también ha publicado numerosos artículos de crítica literaria y cultural; una selección de ellos se ha recogido en Race, Nation, Translation: South African essays, 1990-2013 (editado por Andrew van der Vlies; Yale University Press, 2018). Su propia ficción ha sido objeto de numerosos ensayos, tres números especiales de revistas (el Journal of Southern African Studies, Current Writing y Safundi ) y un volumen editado por Kai Easton y Derek Attridge, Zoë Wicomb & the Translocal: Scotland and South Africa (Routledge, 2017). Presidió el jurado del Premio Caine de Escritura Africana 2015.
Su obra ha sido reconocida con varios premios, como el Premio M-Net (por David's Story) en 2001, la preselección en 2009 para el Premio de la Commonwealth (por The One That Got Away), la nominación al Premio Internacional de Literatura Neustadt en 2012 y la preselección para el Premio de Ficción Barry Ronge (por October) en 2015.

## Obra
- You Can't Get Lost in Cape Town, Londres, Virago, 1987
- David's Story, Kwela, 2000.
- Playing in the Light, Umuzi, 2006.
- The One That Got Away, Random House-Umuzi, 2008.
- October, The New Press, 2014.

## Premios y reconocimientos
- 2010: Título honorífico de la Open University[8]
- 2013: Premio de Literatura Windham-Campbell.[9] La mención de Wicomb se encuentra en la página web de la Beinecke Rare Book & Manuscript Library de la Universidad de Yale. En ella se dice: "El lenguaje sutil y vivo de Zoë Wicomb y sus narraciones bellamente elaboradas exploran los complejos enredos del hogar, y los continuos desafíos de estar en el mundo."[10]
- 2016: Doctorado honorífico en literatura por la Universidad de Ciudad del Cabo.[11]